# 索芒
索芒（法語：Sommant，法語發音：[sɔmɑ̃]）是法国索恩-卢瓦尔省的一个市镇，属于欧坦区。

## 地理
索芒（47°2'57"N, 4°12'59"E）面积20.57 平方千米，位于法国勃艮第-弗朗什-孔泰大區索恩-卢瓦尔省，该省份为法国中部省份，北起顺时针与科多尔省、汝拉省、安省、罗讷省、卢瓦尔省、阿列省和涅夫勒省接壤。
与索芒接壤的市镇（或旧市镇、城区）包括：屈西昂莫尔旺、吕斯奈莱韦克、塔韦尔奈。

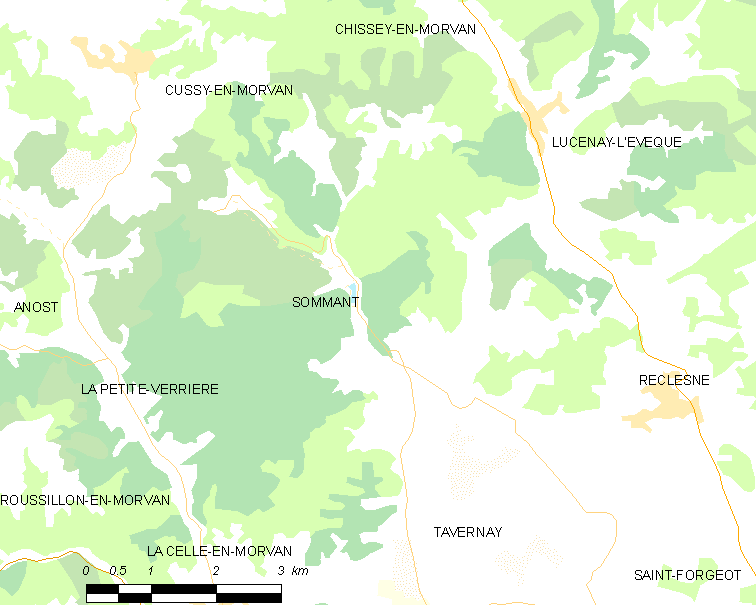
索芒的OSM定位图

索芒的时区为UTC+01:00、UTC+02:00（夏令时）。

## 行政
索芒的邮政编码为71540，INSEE市镇编码为71527。

## 政治
索芒所属的省级选区为欧坦第一县。

## 人口

1962-2008年间索芒人口变化图示

索芒于2022年1月1日时的人口数量为187人。